# نوح در اسلام
نوح (عربی: نُوْحٌ) در اسلام یکی از پیامبران خدا محسوب می‌شود. او یکی از پیامبران اولوالعزم است. مأموریت نوح هشدار دادن به قومش بود که در فساد و گناه غوطه‌ور شده بودند. خداوند این وظیفه را بر عهده نوح گذاشت که مردم خود را موعظه و آنها را نصیحت کند که بت‌پرستی را کنار گذاشته و تنها خدا را بپرستند و زندگی‌های خوب و پاکی داشته باشند. با اینکه او پیام خداوند را با اشتیاق به آنها رساند، ایشان نپذیرفتند که رفتارشان را بهتر کنند که منجر به ساختن کشتی و طوفان و سیل بزرگ شد. در سنت اسلامی اینکه سیل بزرگ، جهانی یا محلی بوده، مورد بحث است. موعظه و پیامبری نوح طبق قرآن ۹۵۰ سال به طول انجامید.